# Pasquale Suppa
Pasquale Suppa (Durazzano, 3 settembre 1967) è un allenatore di calcio ed ex calciatore italiano, di ruolo centrocampista.

## Carriera

### Giocatore
Ha iniziato la carriera giocando con la Casertana, con cui esordisce nella terza giornata del campionato di Serie C1 1984-1985, a 17 anni. Nella stagione successiva viene promosso a titolare dal nuovo allenatore Giuseppe Materazzi; rimane in forza alla formazione campana fino al 1992, conquistando la promozione in Serie B nel 1991 e collezionando 220 presenze in rossoblu.
Nell'estate 1992, dopo la retrocessione della Casertana, passa al Piacenza, con cui conquista la promozione in Serie A. Esordisce nella massima serie il 29 agosto 1993, nella sconfitta interna contro il Torino, disputando da titolare il primo campionato di Serie A degli emiliani, con cui rimane fino al 1995, vincendo il campionato di Serie B 1994-1995.

Suppa (accosciato, primo da sinistra) al Perugia nel 1995-1996

Dopo la promozione viene ceduto alla Lucchese, di nuovo in Serie B, dove rimane pochi mesi prima di trasferirsi al Perugia, sempre nella serie cadetta. Con gli umbri ottiene la sua terza promozione in Serie A; anche in questo caso non viene riconfermato e passa al Padova, dove disputa tre stagioni (due in Serie B e una in Serie C1).
Dal 1999 al 2001 ha giocato nel Palermo ottenendo la promozione in Serie B nell'annata 2000-2001. In quest'annata salta tutto il girone di andata a causa di una dura entrata da parte di un avversario che gli rompe una gamba.
Dopo la promozione, in scadenza di contratto si trasferisce per una stagione al Pescara e per due al Chieti, con cui conclude la carriera professionistica nel 2004, ricoprendo anche il ruolo di capitano. Disputa le sue ultime stagioni tra i dilettanti, con Alba Durazzano e Casertana, nel campionato di Serie D 2004-2005, giocando 4 partite.

### Allenatore
Dal 2006 Pasquale Suppa intraprende la carriera di allenatore, allenando l'Alba Durazzano nel girone B del campionato di Eccellenza campana.
Nel 2008 diventa vice allenatore di Vincenzo Feola alla Casertana, prima in Eccellenza e poi nel Girone H della Serie D. Torna nella squadra nel 2011, sempre come vice di Feola, dopo la stagione alla guida dell'Alba Sannio in Eccellenza. Il 22 novembre Feola viene esonerato e con lui anche lo staff tecnico.

Negli anni successivi segue Feola sempre come vice al Savoia di Torre Annunziata, all'Akragas e al Pomigliano.
Dal 1º giugno 2016 Pasquale Suppa è il nuovo allenatore dell'Afragolese. Nel 2017 sempre come vice di Feola va al Audace Cerignola, così come per la stagione 2020-21 al Casarano, dove vengono entrambi esonerati, salvo poi essere richiamati sino alla naturale scadenza del contratto, ovvero 30 giugno 2021.
Il 3 febbraio 2022, sempre con Feola, assumono la guida della Casertana, in Serie D.

## Palmarès
- Campionato italiano di Serie B: 1

Piacenza: 1994-1995
- Campionato italiano Serie C1: 2

Casertana: 1990-1991
Palermo: 2000-2001